# لوبريساك
لوبريساك هي بلدة فرنسية تقع في إقليم لوت جنوب غرب فرنسا.